# Нагорне (Гур'євський міський округ)
Нагорне (рос. Нагорное) — селище Гур'євського міського округу, Калінінградської області Росії. Входить до складу Низовського сільського поселення.
Населення —  58 осіб (2015 рік). 

## Населення
| 2002 | 2010 |
| ---- | ---- |
| 54   | ↗58  |